# Force One
Force One ist eine Stahlachterbahn des Modells Elevated Seating Coaster des Herstellers Zierer Rides im Schwabenpark bei Kaisersbach, Baden-Württemberg (Deutschland). Berechnet und entworfen wurde die Bahn vom Ingenieurbüro Stengel in München, die Eröffnung fand am 18. Mai 2010 statt. Die Bahn ist die zweite Auslieferung des Modells, die erste – nur 385 Meter lange Bahn – mit Namen „Crossbow“ steht seit 2006 im US-amerikanischen Bowcraft Playland in New Jersey.
Die Baukosten von etwa 2 Millionen Euro wurden mit 170.000 Euro vom Land Baden-Württemberg bezuschusst.
Die Schienenlänge beträgt 535 Meter, die maximale Schienenhöhe beträgt an der Kuppe des Kettenlifts 22 Meter. Über die Höchstgeschwindigkeit der Bahn existieren verschiedene Angaben. Während der Park als Betreiber 85 km/h angibt, werden in der Fachpresse und vom Hersteller nur 65 km/h genannt. Gleiches gilt für die Durchschnittsgeschwindigkeit – 68 km/h oder 53 km/h – welche in jedem Fall für eine Familienachterbahn in einem hohen Bereich liegt. Ebenso treten mit bis zu 3,7 g verhältnismäßig hohe Beschleunigungswerte auf. Trotzdem ist die Bahn vom TÜV bereits für Kinder ab sechs Jahren zugelassen, der Hersteller strebt für das Modell sogar eine Zulassung ab vier Jahren an.
Die Bahn besitzt einen als Rennwagen gestalteten Zug mit acht Wagen für jeweils zwei Personen in einer Reihe. Die Fahrt dauert etwa 80 Sekunden, von First Drop bis Schlussbremse etwa 40 Sekunden. Damit erreicht die Achterbahn eine theoretische Kapazität von 500 Fahrgästen pro Stunde.
Nach der Station wird der Zug von Reibrädern zum Lift befördert und in nur dreizehn Sekunden von der Kette bis zur Spitze befördert. Die erste Abfahrt, an dessen Tiefpunkt die Bahn ihre Höchstgeschwindigkeit erreicht, beschreibt eine Rechtskurve. Nach einer rechtsläufigen Aufwärtshelix fährt der Zug unter dem Lift hindurch nach einer weiteren Rechtskurve unter dem First Drop in eine nahe dem Boden verlaufende Aufwärtshelix nach links. Es folgt eine weitere schnell durchfahrene Kurve über den Zuweg zum Lift hinweg an die sich ein Airtime-Hügel in einem Graben anschließt. Nach noch einer Kurve folgt ein weiterer Bunny Hop, welchem eine Wirbelstrombremse zur Geschwindigkeitsreduzierung folgt. Die Schlussbremsung erfolgt erst im Bahnhof ebenfalls durch Induktionsbremsen.

## Auszeichnungen
Betreiber und Hersteller wurden 2011 für die Achterbahn mit dem Neuheitenpreis „FKF-Award 2010“ des Freundeskreis Kirmes und Freizeitparks e. V. ausgezeichnet.

## Weitere Standorte
Das Modell Force One wurde auch an andere Freizeitparks geliefert.
| Achterbahn             | Betreiber                | Land       | Eröffnungsjahr | Schließungsjahr  |
| ---------------------- | ------------------------ | ---------- | -------------- | ---------------- |
| Devin Kileri           | Wonderland Eurasia       | Türkei     | 2019           | 2020             |
| Il Tempo Extra Gigante | Hunderfossen Eventyrpark | Norwegen   | 2014           |                  |
| Snake Coaster          | Jungleland               | Indonesien | 2017 oder 2018 | 2023 oder früher |
| Spirou Racing          | Parc Spirou Provence     | Frankreich | 2018           |                  |
| Zor's Coaster          | Yerevan Park             | Armenien   | 2021           |                  |

## Trivia
Der Hersteller Zierer führt eine Achterbahnmodell-Serie mit dem Namen „Force“ im Programm, bei welcher ein weiteres Fahrgeschäft, mit dem Namen Force One angeboten wird. Die Force One im Schwabenpark ist trotz der Namens- und Herstellergleichheit nicht identisch mit dem Achterbahn-Modell Force One, aus der besagten „Force“-Serie.